# كرستن كوك
كرستن كوك (مواليد 15 أبريل 1989) هي متسابقة ملكة الجمال وعارضة سويسرية، ولدت في 15 أبريل 1989 في كرينز في سويسرا.